# Clair Arthur
Clair Arthur, né le 29 avril 1954 à Épinal (Vosges), est un dessinateur, affichiste, peintre, auteur de livres pour enfants, metteur en scène, scénographe et dramaturge français.

## Biographie

### Enfance et formation
Patrick Sourdot est fils unique, son père est boulanger et sa mère couturière à la maison. La famille est d’abord établie à Golbey (Vosges) puis à Saint-Sauveur (Haute-Saône) avant de revenir s’installer dans les Vosges lorsque Patrick est adolescent. Il fréquente le lycée Viviani à Épinal où il obtient un BEP d’agent administratif. Après son service militaire qu’il effectue comme photographe en Allemagne, il travaille dans une banque à Épinal durant sept ans. Marié et père d’un enfant, il pratique toujours la photographie et expose régulièrement ses clichés. Adhérent à l’association Oiseaux-nature, il fait des photos pour la revue Le Troglodyte et est amené aussi à dessiner. Il fait la rencontre de Jean Saltel, écrivain et conteur vosgien, cette rencontre sera déterminante pour son engagement dans une carrière artistique.

### Les débuts: audio-visuel et dessin de presse
Ayant obtenu l’opportunité de travailler pour la télévision, Patrick Sourdot abandonne la banque. Il adopte le pseudonyme de Clair Arthur : Clair du prénom masculinisé d’une jeune peintre rencontrée et Arthur parce que le nom contient le mot« art ». Plusieurs projets audiovisuels échouent mais son emploi de vidéo-graphiste lui donne droit à des indemnités de chômage qui lui permettent de s’installer à Paris pendant une année entière. Il passe cette année à tenter d'écrire un roman mais c’est finalement le dessin de presse qui assure sa subsistance : il collabore notamment à L’Express, L’Évènement du jeudi, Libération, Courrier international, L’Étudiant à la fin des années 1980 et au début des années 1990. De retour dans les Vosges en 1989, Clair Arthur est invité bientôt à rejoindre l’équipe d’imagiers de l’Imagerie d’Épinal. Il y signe 26 images entre 1991 et 2012.

### Littérature jeunesse
L’écriture revient au premier plan des préoccupations de Clair Arthur par le biais de la littérature pour la jeunesse. Une première histoire, Le Prince moche, est publiée en 1992 aux éditions Nathan. Au cours des quinze années suivantes, une vingtaine d’autres titres, petits romans ou albums, paraissent chez Nathan ou Flammarion. Certains sont réédités plusieurs fois, quelques-uns sont traduits dans différentes langues. La sorcière Germaine Chaudeveine fait l’objet d’une série à succès qui compte sept romans et un album illustrés par Jean-François Martin. À partir de 2000, Clair Arthur met en place, avec l’association Zinc Grenadine dont il est le président de 2000 à 2010, le salon de littérature jeunesse du même nom qui se tient tous les ans en avril à Épinal.

### Théâtre
La littérature jeunesse ramène aussi Clair Arthur vers le monde du théâtre qu’il avait effleuré en compagnie de Jean Saltel : une adaptation de son second roman pour enfants est acceptée par André Pomerat pour le Théâtre Jeune public de Strasbourg. Clair Arthur est intégré à l’équipe du théâtre et apprend en pratiquant dans une grande liberté tous les métiers du théâtre : écriture, mise en scène, décors, costumes. Il écrit une pièce originale, Couleurs, qui est créée par le TJP, et d’autres pièces pour un public adulte qui ne trouvent pas de débouchés. Il crée alors une première compagnie, le Théâtre de Paille, puis une seconde, le théâtre des Amarelles, en 2001. Avec celle-ci, il remet en scène Couleursqui obtient le prix du jury « Coups de Pouce aux Jeunes Compagnies » au festival Au bonheur des mômes au Grand-Bornand en 2003 [réf. nécessaire]. Le théâtre des Amarelles crée aussi notamment La Maison des plumes de poules pour un public adulte, Parfum de sorcière pour les enfants ou Le Banquet des illuminés pour un public familial. Clair Arthur effectue  aussi l’écriture, la mise en scène ou la scénographie de représentations produites entre autres par la fédération départementale des foyers ruraux des Vosges, la Compagnie l’Odyssée de Monthureux-sur-Saône ou le cirque équestre Pagnozoo.

### Peinture
En 2011-2012 Clair Arthur passe une année entière d’exil volontaire à New-York qu’il consacre à la peinture. C’est ce moyen d’expression qu’il pratique presque exclusivement à partir de 2015. Depuis les années 1990, il expérimentait le pastel, l’aquarelle la gouache sur toile, sur papier, sur cartons découpés. Il a peint ensuite à l’acrylique sur des tissus imprimés. De 2009 à 2013, c’est la technique de la peinture à l’huile qui a sa préférence. Il l’abandonne par la suite et varie les supports (papiers, étoffes diverses) et les formats - bien que les grands formats soient prépondérants. Il présente aussi régulièrement des installations comme à l’espace d’art contemporain du TEM à Goviller. Clair Arthur affectionne les expositions dans des locaux industriels désaffectés. En 2019, il est l’invité de la Fête des images d’Épinal et organise une scénographie d’images originales pour un mapping vidéo sur les murs de la ville. Depuis 2020, Clair Arthur est aussi un street artist qui investit notamment un mur de la rue du Docteur-Schmitt à Nancy de façon régulière,. Sous le pseudonyme de Frida Trompette, dans des lieux multiples, il développe une facette plus provocatrice de sa personnalité qui prend la forme de collages et d’installations. L'atelier de Clair Arthur est situé à Nancy.

### Carnets
L'artiste effectue de nombreux voyages à l’étranger et notamment des résidences d'artiste  sous l'égide des Instituts français : au Liban, en Syrie, en Égypte, en Irak (Kurdestan), au Qatar, en Palestine, en Israël, au Cameroun, à Dubaï. Il en rapporte des carnets « à la fois journal intime recueil de souvenirs et livre d'artiste ».

## Caractéristiques de l'œuvre peint
Selon Jean-Louis Antoine, « Clair Arthur puise la force de sa peinture dans les expériences qu’il a menées dans l’écriture, l’imagerie, le théâtre et la mise en scène ». L’artiste est «un créateur sensible et profondément humain » ; son œuvre est « surchargé[e] d’humains ». Elle s’apparente à une « divine comédie » qui « démultiplie les fresques joyeuses, les personnages bigarrés, les visages facétieux » « sans jamais nier les ambiguïtés cruelles d’une réalité contemporaine contrastée »ou encore « aux jeux du cirque où l’humain se confronte à la solitude, l’amour, la mort ». C’est un « florilège doux-amer, fraternel et poétique ». De première apparence joyeuse et colorée, et suscitant un certain émerveillement, elle se révèle souvent ironique, désabusée voire désespérée.
L’artiste prête par ailleurs à son travail une intention narrative.

### Influences
Autodidacte revendiqué à ses débuts, nourri de souvenirs d’enfance qui rejaillissent en certains de ses motifs, Clair Arthur entretient par la suite la confrontation artistique avec des artistes dont les œuvres présentent certaines affinités formelles avec les siennes, tels que Chagall, Picasso, Garouste ou Alechinsky. Il fréquente aujourd’hui les musées assidûment. La première influence reconnue par l’artiste demeure celle des expressionnistes allemands.

## Expositions
La liste n'est pas exhaustive
- « Faire rire les filles », Épinal, galerie du Bailli, 2003[29].
- « Sauver les anges de leur passage sur terre », Golbey (Vosges), ancienne usine Lardet Babcock, 2011-2012.
- « La Robe de mariée », Goviller (Meurthe-et-Moselle), galerie TEM, 2013.
- « Crime scene », Goviller, galerie TEM, 2017[30].
- « De la race des anges », Docelles (Vosges), ancienne papeterie Lana, 2018[31].
- Flers (Orne), Musée du château, 2019[32].
- « Dans la fureur de mes battements de cœur », Épinal, 2019, mapping dans le cadre de la Fête des images.
- « L'Opiumerie de la haine », Goviller, galerie TEM, 2021.
- « Errances », Uxegney (Vosges), ancienne filature Victor Perrin, 2021[33].
- « Sauvagerie de l'espèce », Villers-lès-Nancy (Meurthe-et-Moselle), galerie Madame de Graffigny, 2021.
- « Vent de lumière mêlé de poussière », Épinal, galerie du Bailli, 2022.
- « Dans les bas-fonds du Paradis », Malzéville, 2023[34].
- « Vies flamboyantes », Plombières-les-Bains (Vosges), espace Berlioz avant réhabilitation, 2023[35].
- « Villa Lemanska », Baccarat (Meurthe-et-Moselle), 2024[36].

## Publications

### Littérature jeunesse
- Le Prince moche  (ill. Gilles Nicolaud), Nathan, coll. « Marque page », 1992, 47 p. (ISBN 2-09-274207-8).
- Le Sac d'or  (ill. Daniel Maja), Bayard presse, coll. « J'aime lire », 1993 (ISBN 2-09-274207-8).

- Le Manteau du Père Noël  (ill. Johanna Kang), Père Castor Flammarion, coll. « Les Trois loups. Loup-garou », 1997, 42 p. (ISBN 2-08-166127-6).
- Siméon, l'ami des vents  (ill. Yves Besnier), Père Castor Flammarion, coll. « Les Trois loups. Faim de loup », 1998, 57 p. (ISBN 2-08-160622-4)
- Cendre la jument rebelle  (ill. Guillaume Renon), Nathan, coll. « Demi-lune », 1998, 42 p. (ISBN 2-09-275033-X).
- La Chaussure du géant  (ill. Bruno Gilbert), Père Castor Flammarion, coll. « Les Trois loups. Chanteloup », 1998, 57 p. (ISBN 2-08-166171-3).
- La Guerre des grenouilles  (ill. Stéphane Girel), Père Castor Flammarion, coll. « Les Trois loups. Faim de loup », 1999, 56 p. (ISBN 2-08-160629-1).
- La petite souris qui a perdu une dent  (ill. Marc Boutavant), Père Castor Flammarion, coll. « Albums du père Castor », 2004, [24] p. (ISBN 2-08-162071-5).
- Brosse-toi le bec, Cocopoulette !  (ill. Vincent Mathy), Père Castor Flammarion, coll. « Albums du père Castor », 2007, 22 p. (ISBN 978-2-08-120347-1).
- La Nuit du marchand de sable  (ill. Stéphane Girel), Père Castor Flammarion, 2007, 22 p. (ISBN 978-2-08-163132-8).

#### SérieGermaine Chaudeveine
- Parfum de sorcière  (ill. Jean-François Martin), Nathan, coll. « Demi-lune », 1996, 38 p. (ISBN 2-09-275007-0).
- Miss monde des sorcières  (ill. Jean-François Martin), Nathan, coll. « Première lune », 1997, 34 p. (ISBN 2-09-275019-4).
- Mama délire, sorcière d'Afrique  (ill. Jean-François Martin), Nathan, coll. « Première lune », 2000, 40 p. (ISBN 2-09-275070-4).
- Gentil bébé de sorcière  (ill. Jean-François Martin), Nathan, coll. « Première lune », 2001, 41 p. (ISBN 2-09-275084-4).
- Les Gros Mots de la sorcière Germaine Chaudeveine  (ill. Jean-François Martin), Nathan, coll. « Albums Nathan », 2001, [22] p. (ISBN 2-09-210974-X).
- La Nuit des 13 sorcières  (ill. Jean-François Martin), Nathan, coll. « Demi-lune », 2002, 44 p. (ISBN 2-09-275099-2).
- Morgana Chaudeveine contre les 13 sorcières  (ill. Jean-François Martin), Nathan, coll. « Demi-lune », 2003, 40 p. (ISBN 2-09-275104-2).
- Carnet secret d'une jeune sorcière  (ill. Jean-François Martin), Nathan, coll. « Nathan poche. 6-8 ans », 2006, 29 p. (ISBN 2-09-251138-6).

### Illustration
- Jean Saltel, La Tradition dans le cycle des feux. 1, Vagney, Joël Couchouron, 1986, 132 p.
- Sabine Lesur, Vosges, une terre de papier, Metz, Éditions Serpenoise, 2013, 184 p. (ISBN 978-2-87692-946-3).
- Jeanne Cressanges, Lointaines enfances, Haroué, Gérard Louis, 2023, 80 p. (ISBN 978-2-35763-190-8).

### Théâtre
- La Maison des plumes de poules, Épinal, Éditions des Amarelles, 2005, 96 p. (ISBN 2-9522638-0-9).